# Kreck (Fluss)
Die Kreck ist ein etwa 20 km langer, rechter Nebenfluss des Itz-Zuflusses Rodach in Thüringen und Bayern. Der größte Teil des aus vier Quellflüssen bestehenden Kreck-Flusssystems fließt im Heldburger Land.

## Geographie

### Verlauf
Drei Quellflüsse der Kreck, die Gompertshäuser, Gellershäuser und Westhäuser Kreck vereinigen sich bei Gellershausen. Der so gebildete neue Kreckarm vereinigt sich wenig später nördlich von Heldburg mit der Streufdorfer Kreck. Die nunmehr vereinigte Kreck fließt dicht an der Altstadt von Heldburg vorbei zur südlichsten Landesgrenze Thüringens und überquert sie wenig unterhalb Lindenau. Bei Autenhausen in Bayern mündet der rechte Nebenfluss Helling, ebenfalls aus dem Heldburger Land kommend, in die Kreck. Nur wenig später endet der Flusslauf und die Kreck mündet bei Gemünda in die Rodach.

### Zuflüsse

#### Westhäuser Kreck
- Haubinda (links)

#### Gellershäuser Kreck
Speicher Westhausen

#### Streufdorfer Kreck
- Schwengersgraben (rechts)
- Schwarzer Bach (rechts)
- Farlesbach (links)
- Saarbach (links)

#### Vereinigte Kreck
- Marbach (rechts)
- Kirchbach (rechts)
- Gauerstalgraben (links)
- Siechbach (rechts)
- Hurlache (links)
- Herzhäuser Graben (links)
- Helling (rechts)
- Erlbach (links)

### Orte
Die Kreck fließt durch folgende Orte:

#### Gompertshäuser Kreck
- Gompertshausen
- Gellershausen

#### Gellershäuser Kreck
- Leitenhausen (Wüstung, Gedenkstätte)
- Gellershausen

#### Westhäuser Kreck
- Schlechtsart
- Westhausen
- Gellershausen

#### Streufdorfer Kreck
- Streufdorf
- Seidingstadt
- Völkershausen

#### Vereinigte Kreck
- Heldburg
- Einöd
- Lindenau-Friedrichshall
- Autenhausen
- Gemünda

## Geschichte
Auf einer Karte des Heldburger Landes von 1565/66 wird der Fluss Crackow genannt.
Die Kreck war bis zum Ende des 19. Jahrhunderts ein ergiebiger Krebs-Fluss, manche Einwohner erzielten ihr Einkommen mit Krebsfang. Die um 1870 aus Amerika eingeschleppte Krebspest markierte das Ende der Krebspopulation. Heute leben wieder Flussmuscheln und Regenbogenforellen in der Kreck.